# Séverskaya
Séverskaya (del ruso: Се́верская) es una stanitsa, centro administrativo del raión de Séverskaya del krai de Krasnodar, en Rusia. Está situada en el borde septentrional del Cáucaso, a orillas del río Ubin, afluente del Afips, de la cuenca del Kubán, 35 km al suroeste de Krasnodar. Tenía 24 867 habitantes en 2010.
Es cabeza del municipio Séverskoye, al que pertenecen Bonchkovski, Bondarenko, Volikov, Naumenkov, Novoalekséyevski, Svobodni, 8 Marta y Predgorni.

## Historia
La localidad fue fundada en 1864. Su nombre deriva del regimiento Séverski que fue el que originalmente estaba estacionado allí. A finales del siglo XIX tenía 3 737 habitantes. Recibió la inmigración de griegos pónticos que emigraron por las persecuciones en el Imperio otomano. Destacaba por su producción de tabaco. Pertenecía al otdel de Ekaterinodar del óblast de Kubán hasta 1920. El 19 de julio de 1924 fue designada centro de raión.
Durante la Gran Guerra Patria, cayó ante el 17º Ejército de la Wehrmacht de la Alemania Nazi en la operación Fall Blau a mediados de agosto de 1942 y fue liberada entre el 12 y el 18 de febrero de 1943 por el Ejército Rojo de la Unión Soviética en su ofensiva del Cáucaso.

## Demografía
| 1897 | 1959   | 1970   | 1979   | 1989   | 2002   | 2010   |
| ---- | ------ | ------ | ------ | ------ | ------ | ------ |
| 3737 | 11 342 | 14 369 | 16 865 | 19 707 | 22 557 | 24 867 |

### Composición étnica
De los 22 557 habitantes que tenía en 2002, el 89.9 % era de etnia rusa, el 3.1 % era de etnia ucraniana, el 2.1 % era de etnia armenia, el 1.3 % era de etnia griega, el 0.5 % era de etnia bielorrusa, el 0.5 % era de etnia alemana, el 0.3 % era de etnia georgiana, el 0.3 % era de etnia tártara, el 0.2 % era de etnia adigué, el 0.2 % era de etnia gitana y el 0.1 % era de etnia azerí

## Economía y transporte
Las principales actividades económicas de la región son la agricultura y la industria alimentaria (trigo, arroz, tabaco, fruta, verdura, ganado). Se extrae petróleo y gas natural.
La localidad cuenta con una estación en la línea de la red del ferrocarril del Cáucaso Norte que a partir de Tijoretsk pasa por Krasnodar y Krymsk hasta Novorosisk. Está en la carretera A146 Krasnodar-Novorosisk.